# اوریزابا
قله اوریزابا (به انگلیسی: Pico de Orizaba یا Citlaltépetl)، یک آتشفشان چینه‌ای است که بلندترین کوه کشور مکزیک و سومین قلهٔ بلند آمریکای شمالی است. همچنین این قله، از نظر ارتفاع نسبی در بین آتشفشان‌های دنیا، پس از کلیمانجارو در ردهٔ دوم قرار دارد.